# Galearieae
Galearieae es una tribu de plantas con flores no reconocida, perteneciente a la familia Euphorbiaceae. Comprende 3 géneros. Miembros de esta tribu y otros de Centroplaceae son a veces separadoes para formar la familia Pandaceae.

## Géneros
- Galearia
- Microdesmis
- Panda